# Ilha Pasarel
A Ilha Pasarel (em búlgaro:  остров Пасарел, ‘Ostrov Pasarel’ \'os-trov pa-sa-'rel\) é uma ilha livre de gelo no grupo Aitcho no lado oeste do Estreito Inglês nas Ilhas Shetland do Sul, na Antártida.  A ilha é situada 900 m a noroeste da Ilha Barrientos, 1,35 km a nordeste da Ilha Sierra e 650 m a sudeste da Ilha Emeline. A ilha tem aproximadamente 450 m por 260 m. A região foi visitada pelos caçadores de foca no início do século XIX.
Recebeu o nome do assentamento de Dolni (Inferior) Pasarel na Bulgária do oeste.

## Localização
A Ilha Pasarel está localizada em 62° 23′ 50″ S, 59° 46′ 30″ O.  (Mapeamento búlgaro em 2009).

## Mapa
- L.L. Ivanov. Antarctica: Livingston Island and Greenwich, Robert, Snow and Smith Islands. Scale 1:120000 topographic map.  Troyan: Manfred Wörner Foundation, 2009.

## Ligações Externas
- Ilha Pasarel.